# The Challenge – Die Herausforderung
The Challenge – Die Herausforderung (Originaltitel: The Program) ist ein US-amerikanischer Sportfilm aus dem Jahr 1993. Regie führte David S. Ward, der gemeinsam mit Aaron Latham auch das Drehbuch schrieb.

## Handlung
Die Eastern State University (ESU)ESU Timberwolves Football gehen nach zwei enttäuschenden Saisons mit hohen Erwartungen in die neue Saison. Dem Trainer Sam Winters droht die Entlassung, sollte er weiterhin keinen Erfolg haben. Die Eastern State University (ESU) bemüht sich erfolgreich, den verheißungsvollen Runningback Darnell Jefferson zu rekrutieren. 
Das Team startet daraufhin mit einer überzeugenden Siegesserie in die erste Saisonhälfte. Der Film zeigt im weiteren Verlauf die Probleme eines "großen" Football-Programms. 
Im letzten Spiel kann sich ESU mit einem Sieg ein großes Bowl-Spiel sichern. 

## Kritiken
Roger Ebert schrieb in der Chicago Sun-Times vom 24. September 1993, der Film zelebriere den Collegesport und greife ihn gleichzeitig an. Einige Charaktere – wie jener von Sam Winters – seien „dünn“ und bar Tiefgründigkeit.
Die Zeitschrift Cinema zog das Fazit: „Unoriginell, aber tolle Spielsequenzen“.
Das Lexikon des internationalen Films meinte: „Problemüberfrachteter, klischeereicher Sportfilm, dessen oberflächliches Drehbuch und banale Dialoge den Charakteren keine Konturen verleihen. Weil die Regeln des Spiels für Nichteingeweihte unverständlich bleiben und die voraussehbare Handlung keine Überraschungsmomente bietet, entsteht auch keine Spannung.“

## Hintergründe
Der Film wurde u. a. auf dem Gelände der Duke University in Durham (North Carolina) und auf dem Gelände der University of South Carolina in Columbia (South Carolina) gedreht. Er spielte in den Kinos der USA ca. 23 Millionen US-Dollar ein.